# مجید فریدفر
مجید فرید فر متولد آذر ماه ۱۳۳۵ بازیگر سینما ایران و از شهدای جنگ ایران و عراق بود

## زندگی
فریدفر در ۱ آذر ۱۳۳۵ بدنیا آمد و به خاطر توانایی‌هایی در حرکات آکروباتیک که از پدرش آموخته بود در میان مردم شناخته شد، این باعث شد که به بازی در فیلم مراد و لاله دعوت شود و در سال ۱۳۴۲ همبازی لیلا فروهر در همین فیلم شود. او پس از آن در فیلم‌های دیگری نظیر چرخ فلک (۱۳۴۶) نیز بازی می‌کند، بعد از آن به دانشگاه موسیقی رفت و با مدرک کارشناسی فارغ التحصیل شد. بعدها در کنار مصطفی چمران به فلسطین رفت و دوره‌های چریکی را آنجا گذراند، در نهایت با شروع جنگ ایران و عراق به ایران بازگشت و عازم جبهه شد و در ۱۷ خرداد ۱۳۶۰ شهید شد و در آبادان در قطعه شهدا دفن شد.